# 小松 (大津市)
小松（こまつ）は、滋賀県大津市北部の地名。南小松と北小松に分かれる。地名の由来は、「雄松」または「男松」から転じたものとされる。

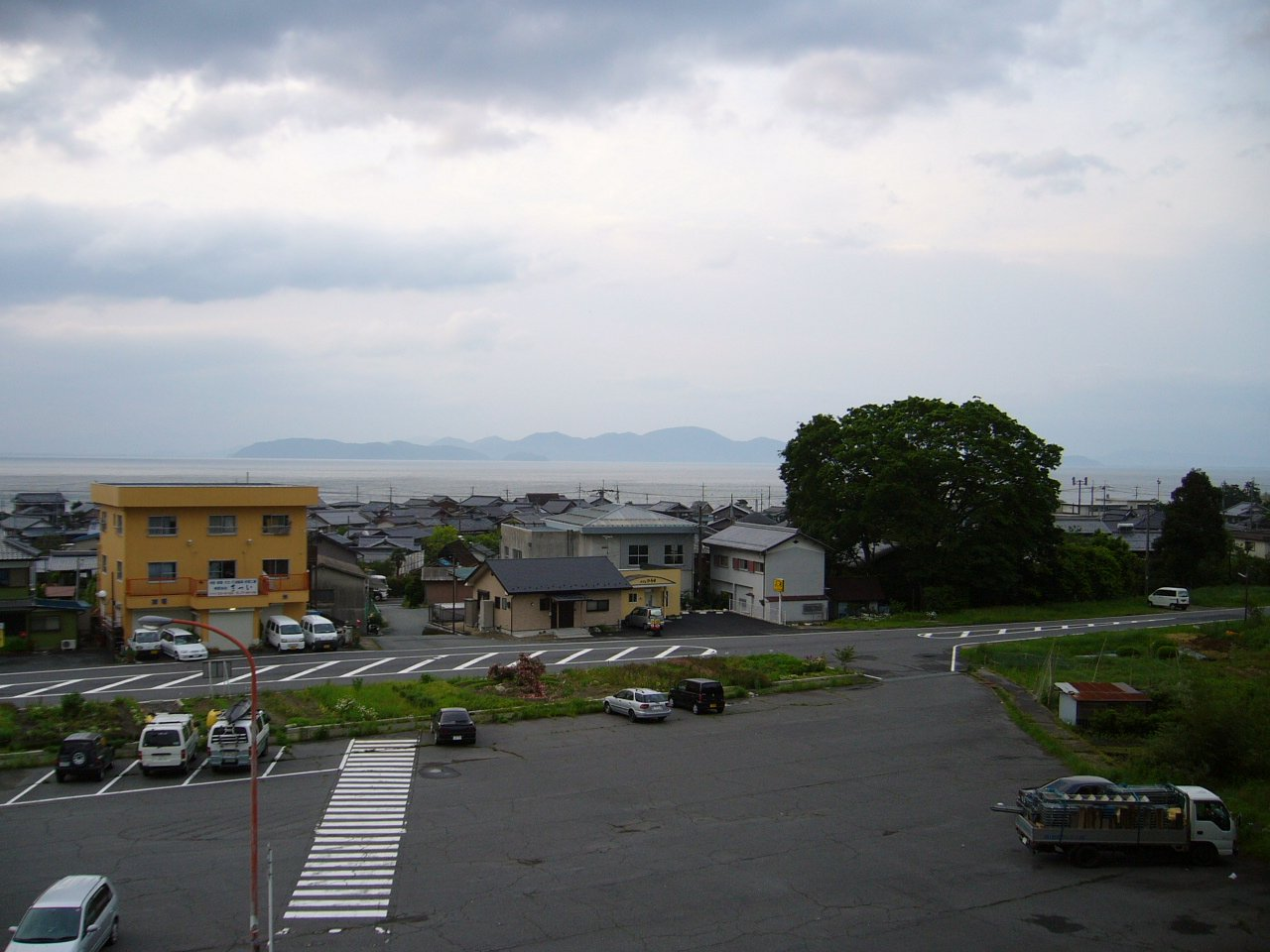
北小松駅から望む琵琶湖。

## 地理
琵琶湖の西岸に位置し、小松漁港がある。南小松の琵琶湖岸には雄松崎（兵庫県の舞子に因んで「近江舞子」とも）と呼ばれる景勝地があり（白砂青松100選および琵琶湖八景の一つ）、1930年代から水泳場として発展している。西部には比良山系小松山が迫り、その山中には滋賀県内一の落差を誇る楊梅の滝がある。
小松から北は日本海側気候に変わり、冬季には降雪が多い。春先には比良山地から湖上に向って激しい風が吹き下ろす「比良おろし」がある。

## 歴史
古代より近江国滋賀郡に属した。南北朝時代から小松周辺には「小松荘」という荘園があった。江戸時代に南小松村と北小松村に分かれた。古くからの土豪として白鬚神社神職の家系である伊藤家があり、六角氏の被官などを務めたのち、江戸時代には庄屋として地域の中核をなした。近世には高島郡音羽荘とたびたび境界争いを起こし、紛争が終結したのは1906年（明治39年）であった。また寛永15年には南小松村と北小松村で葭地をめぐる相論があった。
1889年（明治22年）4月1日、町村制の施行により北比良・鵜川・南小松・北小松の4村が合併して小松村が成立し、北小松に村役場が置かれた。その後小松村は1955年（昭和30年）10月1日に和邇・木戸の2村と合併して志賀町となるが、翌1956年（昭和31年)9月30日をもって、高島郡高島町大字勝野（打下）の枝郷だった大字鵜川が高島郡高島町に編入された。志賀町はさらに2006年（平成18年）3月20日に大津市に編入された。
- 万葉歌碑（南小松の琵琶湖畔）

楽浪の比良山風の海吹かば　釣りする海人の袖返るみゆ （万葉集巻9、1715番歌）

## 交通
- 鉄道
  - JR湖西線： 北小松駅（北小松）、 近江舞子駅（南小松）
  - かつては江若鉄道が通っており、北小松駅、近江舞子駅、近江舞子南口駅があった。
- 道路
  - 国道161号

## 学校
- 大津市立小松小学校（南小松）